# 아리아케촌 (후쿠오카현)
아리아케촌(有明村)은 후쿠오카현 야마토군에 있던 촌이다. 현재의 야나가와시의 일부에 해당한다.

## 역사
- 1889년 4월 1일 - 정촌제 시행에 의해 야마토군 아리아케촌이 성립하였다.
- 1907년 3월 20일 - 시오쓰카촌,다카노오촌과 합병해 야마토촌이 성립해 폐지되었다.

## 참고문헌
- 角川日本地名大辞典 40 福岡県
- 『市町村名変遷辞典』東京堂出版、1990年。